# 大分県道640号穴井迫荻線
大分県道640号穴井迫荻線（おおいたけんどう640ごう あないざこおぎせん）は、大分県竹田市を通る一般県道である。

## 概要
路線名称は穴井迫になっているものの、実際は菅生が起点になっている。

### 路線データ
- 起点：大分県竹田市大字菅生（国道57号交点）
- 終点：大分県竹田市荻町馬場（馬場交差点、熊本県道・大分県道135号高森竹田線交点、大分県道695号久重野荻線終点）

## 地理

### 通過する自治体
- 竹田市

### 交差する道路
| 交差する道路                                              | 交差する場所 | 交差する場所      |
| --------------------------------------------------------- | ------------ | ----------------- |
| 国道57号                                                  | 大字菅生     | 起点              |
| 大野川上流広域農道 / 奥豊後ロード                         |              |                   |
| 熊本県道・大分県道135号高森竹田線 大分県道695号久重野荻線 | 荻町馬場     | 馬場交差点 / 終点 |

### 交差する鉄道
- 豊肥本線

### 沿線
- 竹田市立菅生小学校
- 竹田ドライブイン
- 菅生郵便局
- 交通安全神社
- 民宿御食事処ピットイン
- 荻の里温泉
- JR九州豊肥本線 豊後荻駅
- 荻郵便局
- 竹田市立荻小学校
- 竹田市役所 荻総合支所